# B. Kósa Katalin
B. Kósa Katalin (Budapest, 1955 –) magyar írónő. Teljes nevén Bornemisszáné Kósa Katalin. Mivel ezt hosszúnak találta, Kuczka Péter javaslatára a B. Kósa Katalin nevet használja.

## Élete
Iskoláit Pécsett végezte, most is ott él.
Első novellái még a régi, Kuczka-féle Galaktikában jelentek meg, majd hosszabb szünet után az X-Magazin, az Avana Arcképcsarnok, az Új Galaxis antológia, valamint a Kalandok és kalandozók antológia oldalain jelentkezett.
„Szerena-szisztéma” című regénye 2008 márciusában jelent meg a LILLI kiadónál.
A regény egy ideig e-könyvként is elérhető volt a galaktikabolt.hu oldalon, jelenleg csak az írónő honlapján olvasható.
Nyomtatásban megjelent írásai nagy része online is elérhetővé váltak, korábban az azóta megszűnt SOLARIA, később a ma is elérhető Lidércfény oldalon, valamint az írónő szerzői oldalán.
Néhány novellájának videó változata megtalálható a YouTube-on.
1998 óta tagja az Avana egyesületnek, 2004 óta valamennyi HungaroCon rendezvényen részt vett. Az egyesület amatőr novellaíró pályázatát 2010 óta koordinálja.

### Pályázatok
- 1994 – Galaktika folyóirat novellapályázat: 3. díj (Szabálytalan parkolás, Rémliba, Miért kevés…)
- 1997 – X-Magazin tematikus novellapályázat: 3. díj (Egyedül)
- 2003 – Preyer novellapályázat: 3. díj (A Yun hava)
- 2008 – Új Galaxis antológia tematikus pályázat: 5. hely (Taposó)
- 2011 – Logsol Kft. novellapályázat: 1. helyezés (odaat.com)

### Publikációk
- Miért kevés…
- A rémliba, Szabálytalan parkolás (novellák) GALAKTIKA 172. Móra Ferenc Könyvkiadó, Bp. 1995.január. XI. évf. 1. sz.
- Váci utcán (novella) Heted-héthatár közérdekű magazin VIII. évf. 12. sz. 2004. június
- Bab (novella) X-Magazin Sefantor Könyv- és Lapkiadó Rt. 1997. július. ll. évf. 7. sz.
- Egyedül (novella) X-MAGAZIN Sefantor Könyv- és Lapkiadó Rt. II. évf. 8. sz. 1997. augusztus
- A Yun hava (novella) ÚJ GALAXIS Tudományos-fantasztikus antológia (Kódex Nyomda kft. Pécs) ÚG-2. 2003. november
- Föld-varázs (vers) ÚJ GALAXIS Tudományos-fantasztikus antológia (Kódex Nyomda kft. Pécs) Ú-G-2. 2003. november
- Galakt-tourist (novella) ÚJ GALAXIS Tudományos-fantasztikus antológia (Kódex Nyomda kft. Pécs) Ú-G-3. 2004. január
- Manna kft. (novella) ÚJ GALAXIS Tudományos-fantasztikus antológia (Kódex Nyomda kft. Pécs) Ú-G-3. 2004. január
- Koncertfelvétel (novella) ÚJ GALAXIS Tudományos-fantasztikus antológia (Kódex Nyomda kft. Pécs) Ú-G-4. 2004. július
- A bársony színe (novella) ÚJ GALAXIS Tudományos-fantasztikus antológia (Kódex Nyomda kft. Pécs) Ú-G-5. 2005.január
- 35 féle mustár (novella) ÚJ GALAXIS Tudományos-fantasztikus antológia (Kódex Nyomda kft. Pécs) Ú-G-5. 2005.január
- Pixtuk (novella) ÚJ GALAXIS Tudományos-fantasztikus antológia (Kódex Nyomda kft. Pécs) Ú-G-6. 2005. június
- Ölelés (novella) ÚJ GALAXIS Tudományos-fantasztikus antológia (Kódex Nyomda kft. Pécs) Ú-G-8. 2006. február
- Érzékek óvodája (novella) ÚJ GALAXIS Tudományos-fantasztikus antológia (Kódex Nyomda kft. Pécs) Ú-G-8. 2006. február
- SMS Caesarnak (novella) ÚJ GALAXIS Tudományos-fantasztikus antológia (Kódex Nyomda kft. Pécs) Ú-G-9. 2006. szeptember
- Hódító Mandúr (novella) ÚJ GALAXIS Tudományos-fantasztikus antológia (Kódex Nyomda kft. Pécs) Ú-G-10. 2006. december
- Tákolat (novella) Avana Arcképcsarnok 2007/1.
- Gea 2100 (novella) Solaria 2007. szeptember
- Áramszünet (novella) Solaria 2007. október
- A végső fázis (novella) ÚJ GALAXIS Tudományos-fantasztikus antológia (Kódex Nyomda kft. Pécs) Ú-G-11. 2007. december
- Szerena-szisztéma (regény) Lilli Kiadó 2008.[4]
- Keserű morzsák (novella) Avana Arcképcsarnok 2008/1.
- Taposó (novella) ÚJ GALAXIS Tudományos-fantasztikus antológia (Kódex Nyomda kft. Pécs) Ú-G-13. 2008. november
- Eldobható pohár (novella) Solaria 2009. január
- Duruburumuru (novella) Avana Arcképcsarnok 2009/2. (2009. április)
- Tranzit (novella) ÚJ GALAXIS Tudományos-fantasztikus antológia (Kódex Nyomda kft. Pécs) Ú-G-15. 2009. december
- Piramis a Romuluson (novella) ÚJ GALAXIS Tudományos-fantasztikus antológia (Kódex Nyomda kft. Pécs) Ú-G-17. 2010. november
- Enit balladája (novella) Solaria 2011.július
- odaat.com (novella) Írjunk.hu oldal 2012.
- Fészekrakó (novella) Írjunk.hu oldal 2012.
- Diófás mese (novella) Írjunk.hu oldal 2012
- Barna köd (novella) Lidércfény oldal 2012.
- Gombnyomásra (novella) ÚJ GALAXIS Tudományos-fantasztikus antológia (Kódex Nyomda kft. Pécs) Ú-G-19. 2012. október
- Sárkányos jó reggelt! (novella) "Nyakonöntött Próbagoblin Szolgáltatóház" oldal. 2013.
- Diákmunka (novella) Lidércfény oldal 2013.
- Az el nem sütött pisztoly (novella) Lidércfény oldal 2015.
- R.U.L.E.T.T. (novella) Spiritart Kiadó Budapest Kalandok és kalandozók novelláskötet 2015. április
- „Radaregér” (novella) Lidércfény oldal 2016.
- Szafarin (novella) Spiritart Kiadó Budapest Kalandok és kalandozók novelláskötet 2016. április